# Stephan Roeschlein
Stefan Roeschlein (* 29. Juni 1888 in Münsing am Starnberger See; † 10. Januar 1971 in Bad Kreuznach) war ein deutscher Optik-Konstrukteur.

## Leben
Stefan Röschlein wurde am 29. Juni 1888 in Münsing am Starnberger See geboren. Seine Mutter starb bei seiner Geburt und er wurde dann zusammen mit seinem nächstälteren Bruder, Willi Röschlein, in ein Waisenhaus in München gegeben. In diesem Waisenhaus absolvierte er die Realschule und war danach als Versicherungsmathematiker in einer Münchner Versicherungs AG angestellt. Er sattelte bald auf den Beruf des „optischen Rechners“ um. Er war lange Zeit in England bei einer optischen Firma in Rochester angestellt. In dieser Zeit änderte er seinen Nachnamen in „Roeschlein“. Sein Gehalt wurde bar in Gold- und Silbermünzen ausbezahlt. Unmittelbar vor dem Ausbruch des Ersten Weltkrieges 1914 ging er nach Deutschland, um nicht in England interniert zu werden. Er war danach bei einer optischen Firma in Rathenow ebenfalls wieder als optischer Rechner angestellt. In Rathenow kam auch 1921 sein erster Sohn, Rudi, zur Welt. Danach wechselte er zu der optischen Firma Meyer-Optik in Görlitz, wo er seine zweite Frau Martha Röschlein geborene Weber kennenlernte, die er am 6. Januar 1940 in Bad Kreuznach heiratete. Aus dieser Ehe ging sein zweites Kind Rolf Roeschlein hervor.
Am 1. Juli 1936 trat Stefan Roeschlein in die Firma Jos. Schneider Optische Werke in Bad Kreuznach als Leiter des Rechenbüros als Nachfolger von Albrecht Wilhelm Tronnier ein. Zirka sechs Wochen vor der Währungsreform im Juni 1948 machte sich Stefan Roeschlein auf Anraten seines Sohns Rudi Roeschlein selbstständig mit seiner Firma Roeschlein-Kreuznach. Beide wollten die Firma gemeinsam führen. In dieser Zeit entwickelte Stefan Roeschlein zahlreiche Objektive, wie z. B. das Telenar oder das Luxon. Die Firma Roeschlein-Kreuznach wurde 1964 an die Firma Optisches Werk Julius Ernst Sill (heute Sill Optics) in Schwabach bei Nürnberg verkauft. Stefan Roeschlein erhielt eine Leibrente und einen blauen VW-Käfer.

## Wechselobjektive
- Roeschlein-Kreuznach -E- Telenar 1:5,6/135 mm
- Roeschlein-Kreuznach -E- Telenar 1:3,8/90 mm (M42; M39/Paxette; SNr. 111779)
- Roeschlein-Kreuznach Luxon 1:4,5/105 mm Luxon C
- Roeschlein-Kreuznach Luxon 1:2,0/50 mm (M39/Paxette)[2]
- Roeschlein-Kreuznach -E- Luxon 1:2/50 mm (an Super Paxette)

## Fest verbaute Objektive
- Luxette, mit Roeschlein-Kreuznach Cymat 1:7,7 Objektiv[3]
- Paxina, mit Kreuznach Pointar 1:3,5/75 Objektiv
- Arette Favorit, mit Roeschlein-Kreuznach Color Arretar 1:2,8/45mm Objektiv